# Juin 1879

## Événements
- Échec en Inde d’une tentative de soulèvement contre les Britanniques organisé par le révolutionnaire marathe Basudev Balwan Phadke. Fait prisonnier, il sera condamné à la prison à vie.

- 5 juin : élections en Ontario : les libéraux de Sir Oliver Mowat gagne une troisième majorité consécutive.

- 25 juin : par un firman du sultan, le khédive d’Égypte Ismaïl Pacha est déposé au profit de son fils Tawfiq Pacha (fin en 1892). Ismaïl, qui a nommé en avril un gouvernement sans ministres européens, est obligé de démissionner à la suite des pressions occidentales sur le sultan.

## Naissances
- 2 juin : Raymond Renefer, dessinateur et peintre français († 14 octobre 1957).
- 12 juin : Charles Dow Richards, premier ministre du Nouveau-Brunswick.
- 21 juin : Umberto Brunelleschi, peintre, illustrateur et affichiste italien († 16 février 1949).
- 22 juin : Thibaudeau Rinfret, juge en chef à la cour suprême.

## Décès
- 1er juin : Eugène-Louis Bonaparte, prince héritier des Bonaparte lors de la guerre contre les Zoulous.